# تمرد كويلو
تمرد كويلو (1963–1965) كان انتفاضة مدنية وقعت في غرب ما يُعرف حاليًا بجمهورية الكونغو الديمقراطية. ووقع التمرد في السياق الأوسع للحرب الباردة وأزمة الكونغو. وكان بقيادة بيري موليل أحد أتباع رئيس الوزراء المخلوع باتريس لومومبا، وقد نظم فصيل من المتمردين الماويين ثورة ضد الحكومة في منطقة كويلو. وتمحور التمرد حول النضال من أجل الاستقلال، وقد شجعته المظالم الاقتصادية والاجتماعية والثقافية. وبدعم من الصين الشيوعية استخدم المتمردون بشكل رئيسي حرب العصابات ضد القوات الحكومية. وكان التمرد متزامنًا مع تمرد سمبا الذي حدث في مناطق أخرى من الكونغو خلال ذلك الوقت. وعلى الرغم من قمع التمرد في الأشهر الأولى من عام 1965، إلا أنه كان ذا آثار سياسية دائمة، وأدى إلى تفكيك كويلو التي كانت مقاطعة رسمية.

## الخلفية
كان بيري موليل زعيم المتمردين في تمرد كويلو قد شغل سابقًا منصب وزير التعليم في حكومة باتريس لومومبا. وعندما اغتيل لومومبا في أوائل عام 1961 أصبح موليل مدافعًا بارزًا وصريحًا عن حكومته ومعتقداته. وفي عام 1962 انضم موليل إلى مجموعة من زملائه المتمردين والسياسيين السابقين تسمى اللجنة الوطنية للتحرير. وبرئاسة كريستوف غبيني نائب رئيس الوزراء السابق كان هدف المجموعة «تحرير الكونغو من الاضطهاد الأجنبي».
يُنظر إلى التمرد الذي يُشار إليه باسم «الاستقلال الثاني» على أنه محاولة ثورية لتصحيح الظلم الذي شعر به الكثيرون في الكونغو بعد الاستقلال الأول في عام 1960. وبعد الاستقلال بدأت فترة من التقسيم الطبقي الاجتماعي. ويشير هذا التقسيم إلى التطور السريع الذي حدث بعد الاستقلال والذي أدى إلى فارق كبير في الحصول على المكاسب المادية. بدأ هذا بالأشخاص الذين تمكنوا من الانتقال إلى المناصب التي كانت تحتلها بلجيكا سابقًا في المجتمع، والأشخاص الذين لم يتمكنوا من تحقيق مثل هذه الفرص، وحصلوا إثر ذلك على نوعية حياة مختلفة تمامًا. كما كان عدم الاستقرار السياسي داخل البلاد بمثابة حافز لتحويل السخط إلى ثورة. وكان العديد من الثوار الذين انضموا من الشباب الذين شعروا بالحرمان من حقوقهم وعدم دعمهم من قبل حكومة مويز تشومبي. وجرى وصف موقف الكثيرين في الكونغو خلال هذه الفترة بأنه «القتال ضد الإمبرياليين الأجانب وأتباعهم الكونغوليين». وبحلول أواخر عام 1963 انخفضت قيمة الفرنك الكونغولي، وكانت المدارس مكتظة، وكانت البطالة مرتفعة في منطقة كويلو. وكان العديد من الكونغوليين ينظرون إلى أنفسهم على أنهم في وضع أسوأ مما كانوا عليه قبل الاستقلال في عام 1960.

تعكس التعليقات التي أدلى بها أشخاص حضروا اجتماعًا لحركة سافوار فيفر في عام 1962 في قرية لابا بالقرب من إديوفا في كويلو استياء الكثيرين في كويلو في ذلك الوقت.
«قبل الاستقلال كنا نحلم بأن يجلب لنا الكثير من الأشياء الرائعة. كل ذلك كان لينزل علينا من السماء، كالنجاة والخلاص. ولكن ها نحن ننتظر أكثر من عامين، ولم يأت شيء. بالعكس حياتنا أصعب، أصبحنا أكثر فقرًا من ذي قبل».

— جاك ميرت، «أسبوع في قرى لابا»، تجربة حركة سافوار فيفر لتنمية المجتمع الريفي (1962)
أدى هذا السخط الاجتماعي، إلى جانب الاقتتال السياسي والعداء تجاه الرئيس جوزيف كازافوبو، إلى الصراع على السلطة وما نتج عنه من أزمة الكونغو.

## قوى كويلو وأيديولوجيتها
قبل قيادة تمرد كويلو كان بيير موليل قد خضع لتدريب عسكري في الكتلة الشرقية والصين. وقد ساعد هذا في تشكيل أيديولوجية التمرد، حيث ادعى غالبية المقاتلين أن الماوية هي مصدر إلهامهم. وكان غالبية المتمردين الذين جرى تجنيدهم من جماعات مبوندا أو بيندي الإثنية، والتي كان الكثير منها هدفًا للقمع الحكومي. وشكلت هاتان المجموعتان الإثنيتان أكثر من نصف سكان الإقليم، ولعبتا دورًا رئيسيًا في الانتصار على حزب التضامن الأفريقي في عام 1960. ومع ذلك فقد شغلت المجموعتان 12 مقعدًا فقط في حكومة الإقليم، ما أدى إلى استياء كبير.